# Telekanthus
Der Begriff Telekanthus bezeichnet in der Medizin einen vergrößerten Abstand zwischen den inneren (medialen) Augeninnenwinkeln (Kanthi). Von einem Telekanthus spricht man, wenn die Distanz der medialen Kanthi anteilig der Verteilung in der Normalbevölkerung oberhalb des 97 %-Perzentils liegt.
Ein Telekanthus kann Folge eines Hypertelorismus sein, man spricht dann von einem sekundären Telekanthus. Ein primärer Telekanthus tritt ohne Hypertelorismus auf, zum Beispiel beim Waardenburg-Syndrom Typ 1.